# (523750) 2014 US224
(523750) 2014 US224 est un objet transneptunien, classé comme cubewano et une planète naine potentielle d'environ 500 km de diamètre.